# Walther Hess

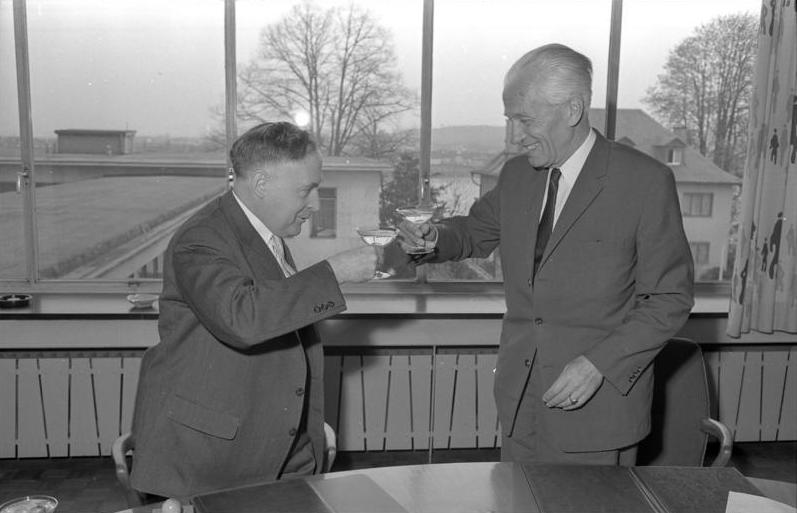
Von links: William Warnock mit Walther Hess beim Anstoßen des Handelsabkommens vom 6. April 1961

Walther Hess (* 12. März 1900 in Frankfurt am Main; † 26. August 1986 in St Ives (New South Wales)) war ein deutscher Botschafter.

## Leben
Walther Hess studierte Rechtswissenschaft und Staatswissenschaft an den Universitäten Gießen, Tübingen, München und Göttingen und wurde 1923 mit der Studie Familienunterhalt bei Einberufung  zum Doktor der Rechte promoviert. 1925 trat er als Attaché in den auswärtigen Dienst und absolvierte die Staatsprüfungen für den konsularischen und diplomatischen Dienst. 1927 war er Vizekonsul in Thorn und 1928 Legationssekretär in Kaunas. Von 1929 bis 1932 war Hess Vizekonsul in Jerusalem im Britischen Mandatsgebiet. Von 1932 bis 1938 arbeitete er als Legationssekretär in Belgrad. 1938 wurde Hess aus politischen Gründen in den Wartestand und 1944 in den vorzeitigen Ruhestand versetzt. Von 1938 bis 1945 vertrat er die Reemtsma Cigarettenfabriken im ab 1941 besetzten Griechenland und der neutralen Türkei.
Anfang 1950 wurde er durch die „Dienststelle für auswärtige Angelegenheiten des Bundeskanzleramtes“ reaktiviert. Von 1952 bis 1958 war Walther Hess der erste deutsche Botschafter in Sydney und ab 1955 in Canberra. Von 1959 bis 1960 war er Botschafter in Mexiko-Stadt und von 1960 bis 10. September 1962 leitete er als Ministerialdirigent die Unterabteilung 41 „Handelspolitische Beziehungen zu fremden Staaten“. Vom 10. September 1962 bis 31. Mai 1965 war er Botschafter in Rabat.

## Weblink
- Eintrag In: Gerhard Köbler: Wer war wer im deutschen Recht (Online-Version)